# Zdzisław Głuszczyk
Zdzisław Głuszczyk (ur. 23 sierpnia 1934 w Łodzi zm. 17 lutego 2017 w Poznaniu) – generał brygady Wojska Polskiego.

## Życiorys
Zdzisław Głuszczyk urodził się 23 sierpnia 1934 w Łodzi, w rodzinie Jana i Apolonii. W latach 1951–1952, po ukończeniu Liceum Ogólnokształcącego Mikołaja Kopernika, pracował w spółdzielni tekstylnej w Łodzi.
We wrześniu 1952 rozpoczął naukę w Oficerskiej Szkole Wojsk Pancernych im. Stefana Czarnieckiego w Poznaniu. Ukończył szkołę w sierpniu 1955 z wynikiem bardzo dobrym i został promowany przez gen. dyw. Wsiewołoda Strażewskiego na stopień podporucznika w korpusie oficerów wojsk pancernych. Następnie pełnił służbę jako dowódca plutonu dział pancernych SU-76 w 41 Pułku Piechoty w Szczecinie. Od 1958 był dowódcą kompanii czołgów T-34 w 41 pp. Na tym stanowisku uzyskał złotą odznakę i tytuł "Wzorowego Dowódcy". Od 7 stycznia 1962 był dowódcą batalionu czołgów średnich w 9 Zaodrzańskim Pułku Zmechanizowanym 12 Dywizji Zmechanizowanej w Stargardzie Szczecińskim. W 1965 został skierowany na Wyższy Kurs Doskonalenia Oficerów dla dowódców batalionu czołgów w Oficerskiej Szkole Wojsk Pancernych w Poznaniu. Kurs ten ukończył z oceną bardzo dobrą.
Od października 1966 do sierpnia 1969 studiował w Akademii Sztabu Generalnego WP im. gen. broni Karola Świerczewskiego w Rembertowie na kierunku ogólnowojskowym. Następnie został szefem sztabu 25 Drezdeńskiego Pułku Czołgów Średnich w Szczecinie. Po odbyciu kursu szczebla operacyjno-taktycznego - w 1971 został dowódcą 41 Pułku Zmechanizowanego im. mjr. Bronisława Lachowicza w Szczecinie. Pułk pod jego dowództwem został dwukrotnie (w 1972 i 1973 roku) wyróżniony w dyrektywach szkoleniowych MON za uzyskanie wysokich osiągnięć szkoleniowych oraz zdobycie tytułu "Mistrza Gospodarności"
Od sierpnia 1974 studiował w Wojskowej Akademii Sztabu Generalnego Sił Zbrojnych ZSRR im. Klimenta Woroszyłowa w Moskwie.
Po ukończeniu Akademii przez 4 miesiące był szefem sztabu 20 Warszawskiej Dywizji Pancernej im. Konstantego Rokossowskiego w Szczecinku. Od 15 listopada 1976 dowodził 5 Saską Dywizją Pancerną im. gen. bryg. Aleksandra Waszkiewicza w Gubinie. Na tym stanowisku, z dniem 9 października 1980, na mocy uchwały Rady Państwa PRL awansował na stopień generała brygady. Nominację wręczył mu w Belwederze 11 października 1980 przewodniczący Rady Państwa prof. Henryk Jabłoński.
Od 30 października 1980 pełnił funkcję komendanta - rektora Wyższej Szkoły Oficerskiej Wojsk Pancernych im. Stefana Czarnieckiego w Poznaniu. Po zmianach organizacyjnych w szkolnictwie wojskowym został komendantem Centrum Szkolenia Wojsk Lądowych im. Stefana Czarnieckiego w Poznaniu. W okresie gdy był komendantem uczelnia trzykrotnie zdobyła tytuł "Przodującej uczelni WP". Od listopada 1994 był w dyspozycji ministra Obrony Narodowej. Do czasu zakończenia służby był kierownikiem zespołu badawczego prowadzącego badania  właściwości taktyczno-ogniowych czołgu PT-91 Twardy. 31 stycznia 1994 został oficjalnie pożegnany przez p. o. ministra obrony narodowej Jerzego Milewskiego i szefa Sztabu Generalnego WP gen. broni Tadeusza Wileckiego w związku z zakończeniem zawodowej służby wojskowej. 5 kwietnia 1995 został przeniesiony w stan spoczynku z powodu osiągnięcia ustawowej granicy wieku.
Był radnym Wojewódzkiej Rady Narodowej w Zielonej Górze (1980) oraz w Poznaniu (1988-1990). Autor ponad 20 opracowań z zakresu taktyki i szkolenia ogniowego wojsk pancernych. W 1991 był konsultantem na planie filmu Kroll. W stanie spoczynku był prezesem Stowarzyszenia Czołgistów Polskich oraz działaczem Ligi Obrony Kraju w Poznaniu.
Pochowany został w Alei Zasłużonych na cmentarzu junikowskim (AZ-3-L-42). W czasie pogrzebu nie było asysty wojskowej. Dowódca garnizonu Poznań płk dypl pil. Jacek Pszczoła nie wyjaśnił powodów odmowy asysty.

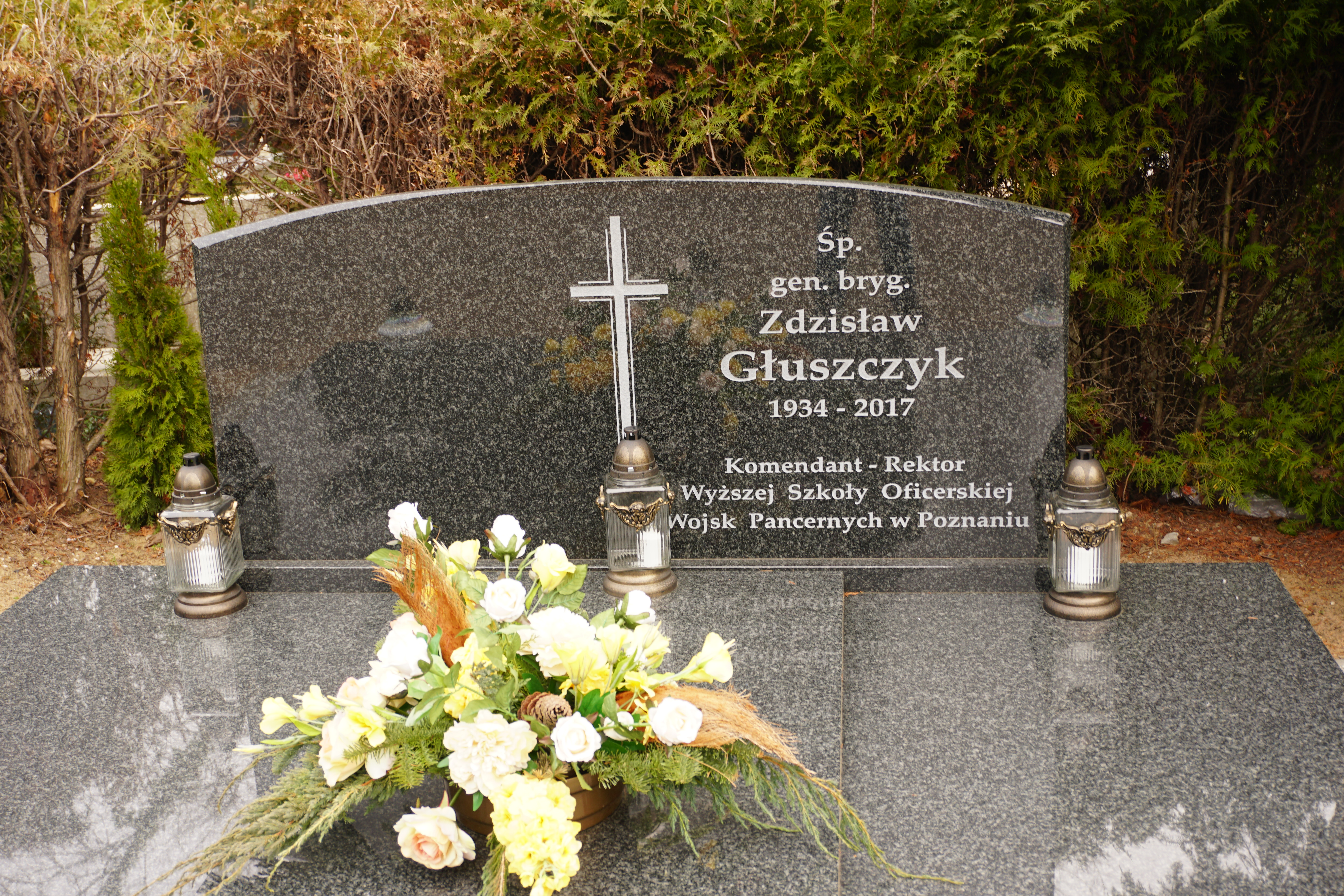
Grób generała Zdzisława Głuszczyka na Cmentarzu Junikowskim

## Awanse
- podporucznik - 1955
- porucznik - 1958
- kapitan - 1962
- major - 1966
- podpułkownik - 1971
- pułkownik - 1976
- generał brygady - 1980

## Ordery i odznaczenia
- Krzyż Oficerski Orderu Odrodzenia Polski (1987)
- Krzyż Kawalerski Orderu Odrodzenia Polski (1978)
- Złoty Krzyż Zasługi (1970)
- Srebrny Krzyż Zasługi
- Złoty Medal „Siły Zbrojne w Służbie Ojczyzny” (1975)
- Złoty Medal „Za zasługi dla obronności kraju” (1979)
- Medal Komisji Edukacji Narodowej (1982)
- Medal Za zasługi dla Pomorskiego Okręgu Wojskowego (1974)
- Medal Za zasługi dla Śląskiego Okręgu Wojskowego (1980)
- inne odznaczenia

## Życie prywatne
Syn Jana, pracownika PKP i Apolonii. Mieszkał w Poznaniu. Był żonaty, żona Róża Głuszczyk, dwoje dzieci.